# Muzeum Regionalne im. Hieronima Ławniczaka w Krotoszynie
Muzeum Regionalne im. Hieronima Ławniczaka w Krotoszynie – muzeum samorządowe (miejska instytucja kultury). Jej siedziba znajduje się w XVIII-wiecznym budynku dawnego klasztoru trynitarskiego przy Małym Rynku.

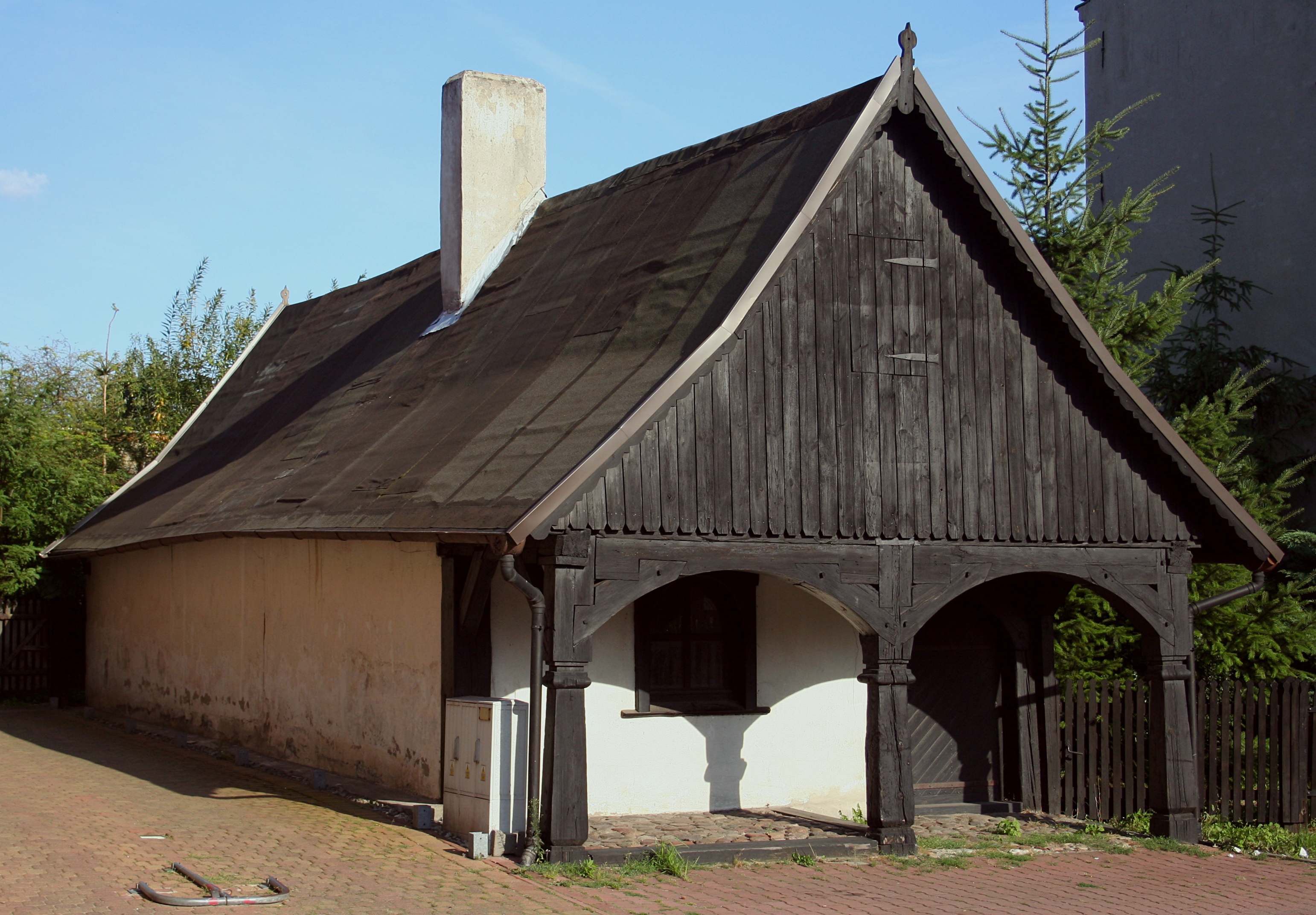
Budynek przy ul. Koźmińskiej 36 – pierwsza siedziba muzeum

Muzeum Regionalne w Krotoszynie powstało w 1957 roku z inicjatywy miejscowego oddziału Polskiego Towarzystwa Turystyczno-Krajoznawczego. Pierwszą siedzibą zbiorów był – pochodzący z XVIII wieku – drewniany dom podcieniowy, położony przy ul. Koźmińskiej 36, zwany „Krotoszanką”. Pod tym adresem placówka działała do 1969 roku, kiedy to zbiory przeniesiono do budynku dawnego klasztoru. Wówczas też na stanowisko kierownika muzeum został powołany Hieronim Ławniczak – regionalista, pedagog oraz patron placówki od roku 1990.
Na przełomie 1998 i 1999 roku muzeum zostało przejęte przez miasto Krotoszyn.
Aktualnie w muzeum prezentowane są następujące wystawy stałe:
- Krotoszyn od pradziejów do współczesności (3 sale), obejmująca liczne pamiątki związane z historią miasta, począwszy od czasów prahistorycznych aż do upadku komunizmu,
- Kultura ludowa na Ziemi Krotoszyńskiej (3 sale), ukazująca materialne pamiątki z życia wsi na przełomie XIX i XX wieku – meble, przedmioty codziennego użytku, narzędzia rolnicze, stroje ludowe, instrumenty muzyczne, narzędzia rzemieślnicze oraz sztukę sakralną,
- Krotoszyńska rzeźba, malarstwo, rysunek i grafika, prezentująca dzieła, które z regionem są związane tematycznie albo przez osobę twórcy. W ramach ekspozycji znajdują się prace m.in. Radosława Barka, Jana Bartkowiaka, Bolesława Grobelnego, Józefa Kończaka, Antoniego Olejnika, Haliny Duczmal-Pacowskiej, Hieronima Sobkowiaka, Henryka Straburzyńskiego oraz Stanisława Wojcieszyńskiego.

Muzeum jest obiektem całorocznym, czynnym od poniedziałku do piątku oraz w pierwszą i trzecią niedzielę miesiąca.

## Zbiory muzeum

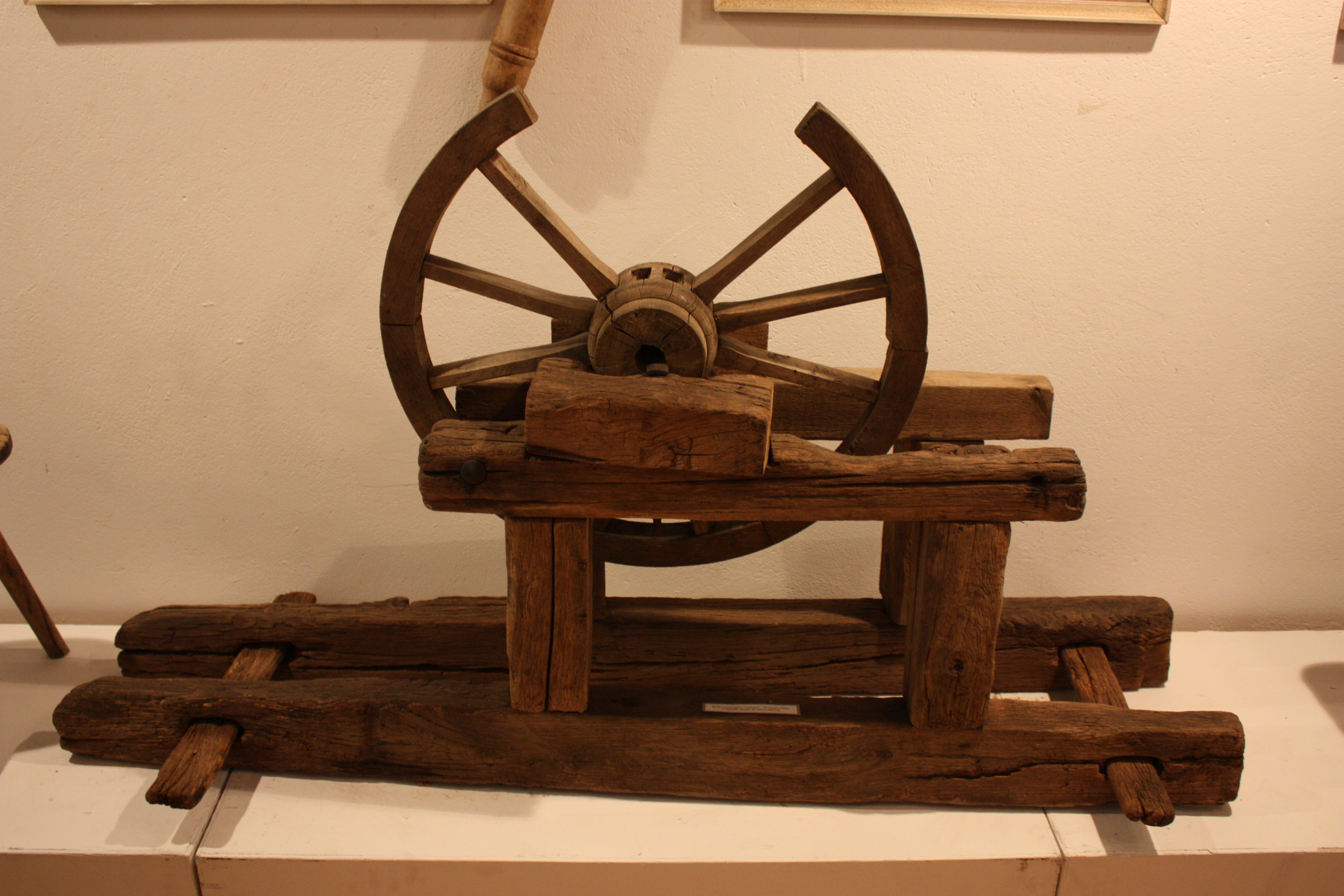
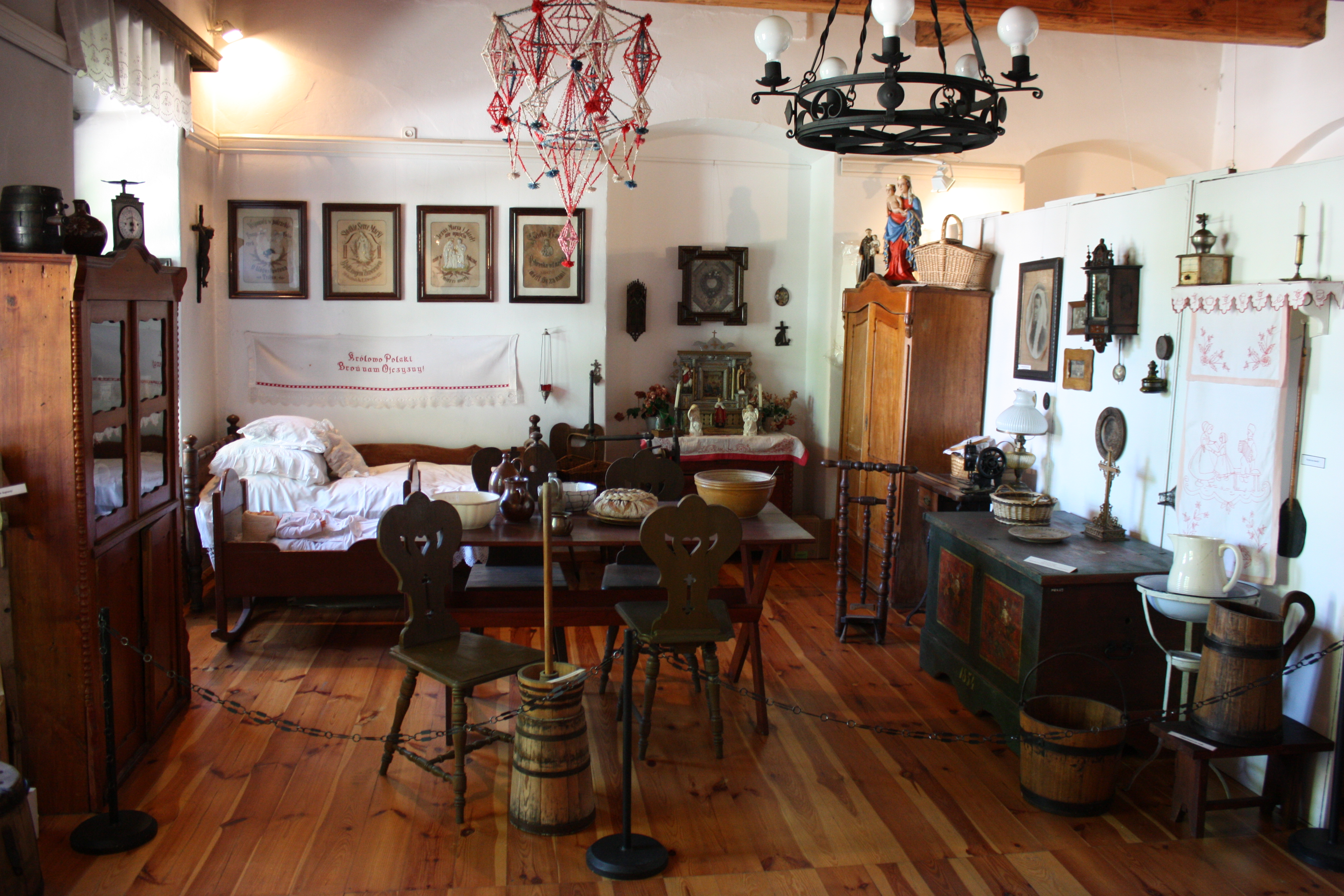
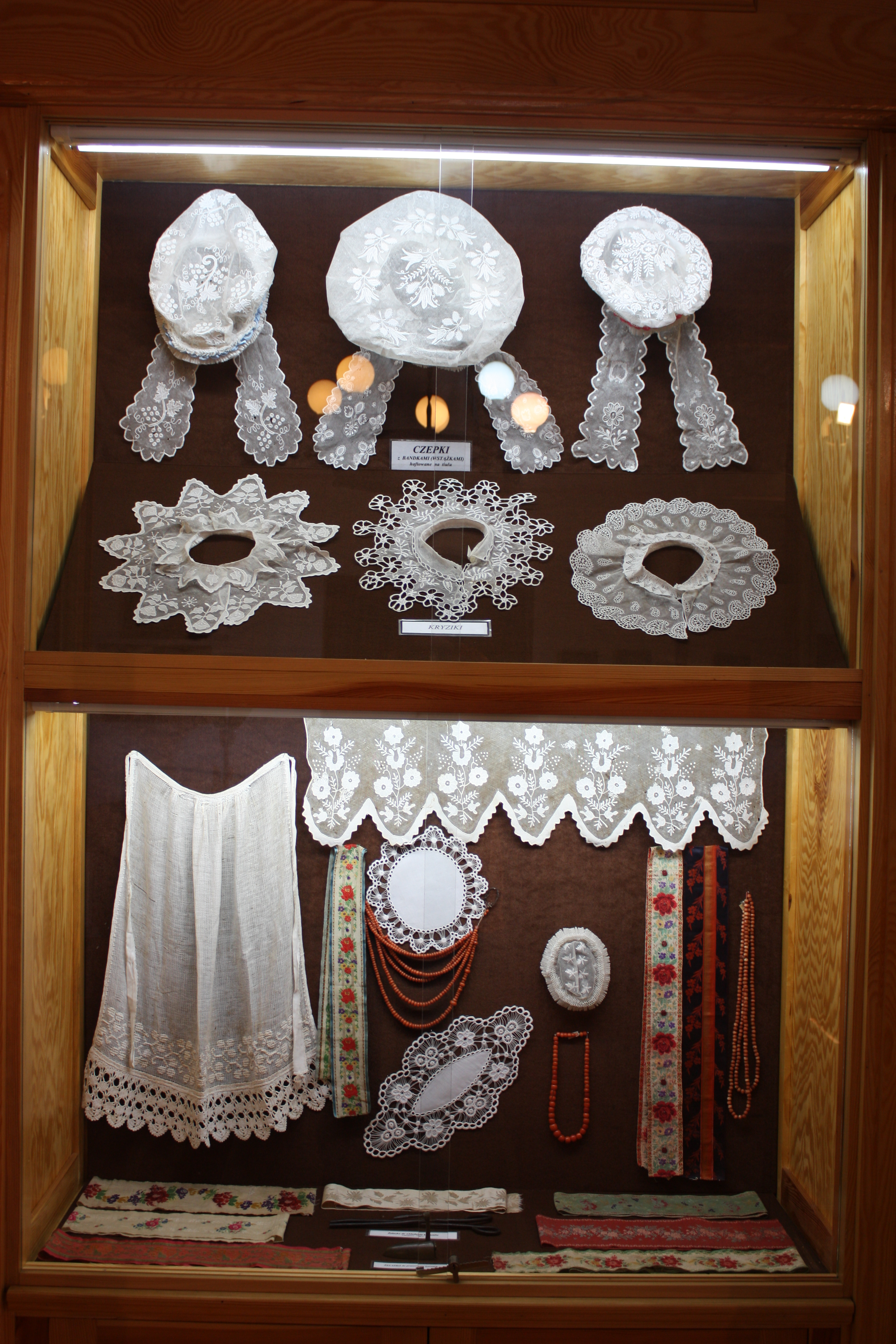
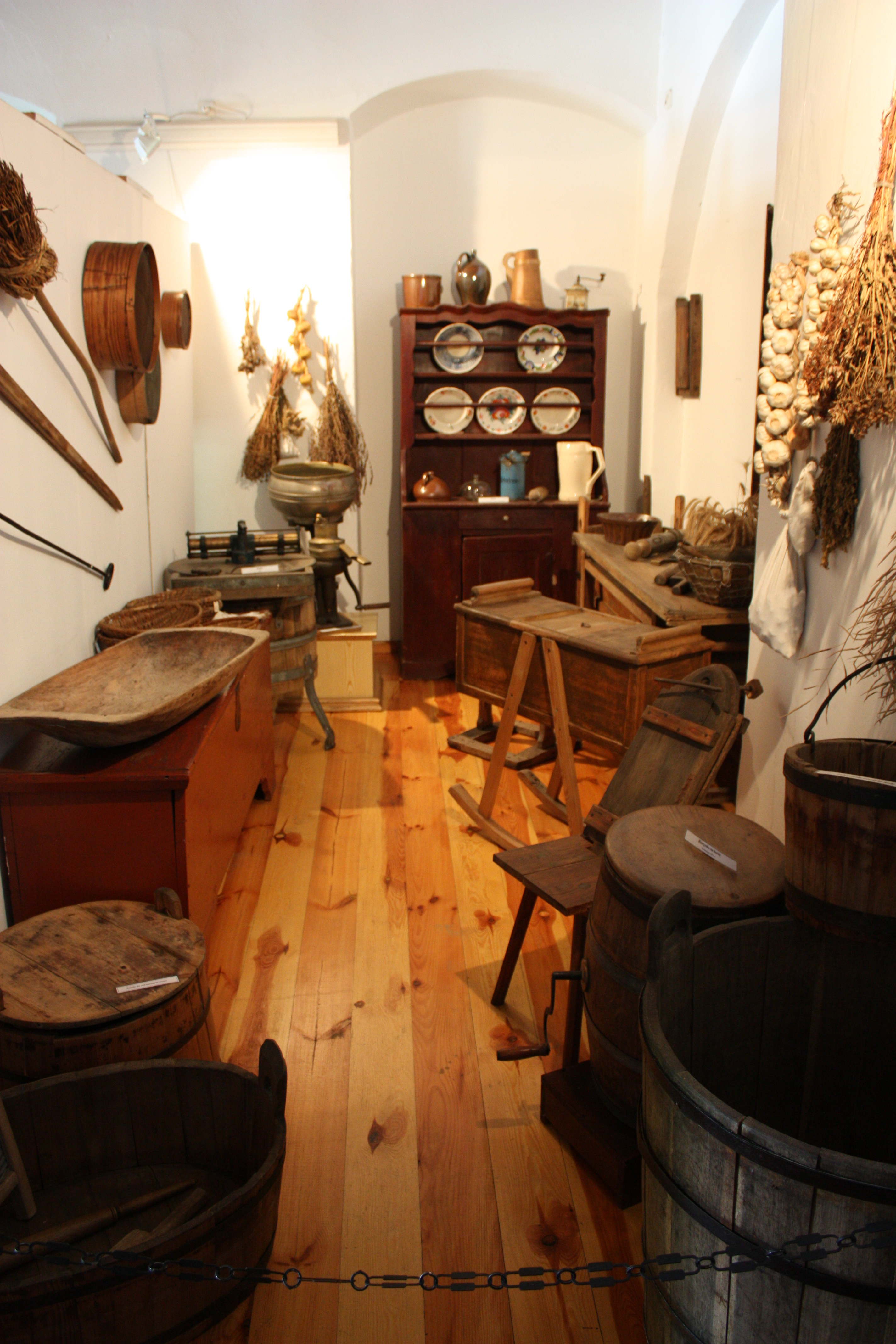
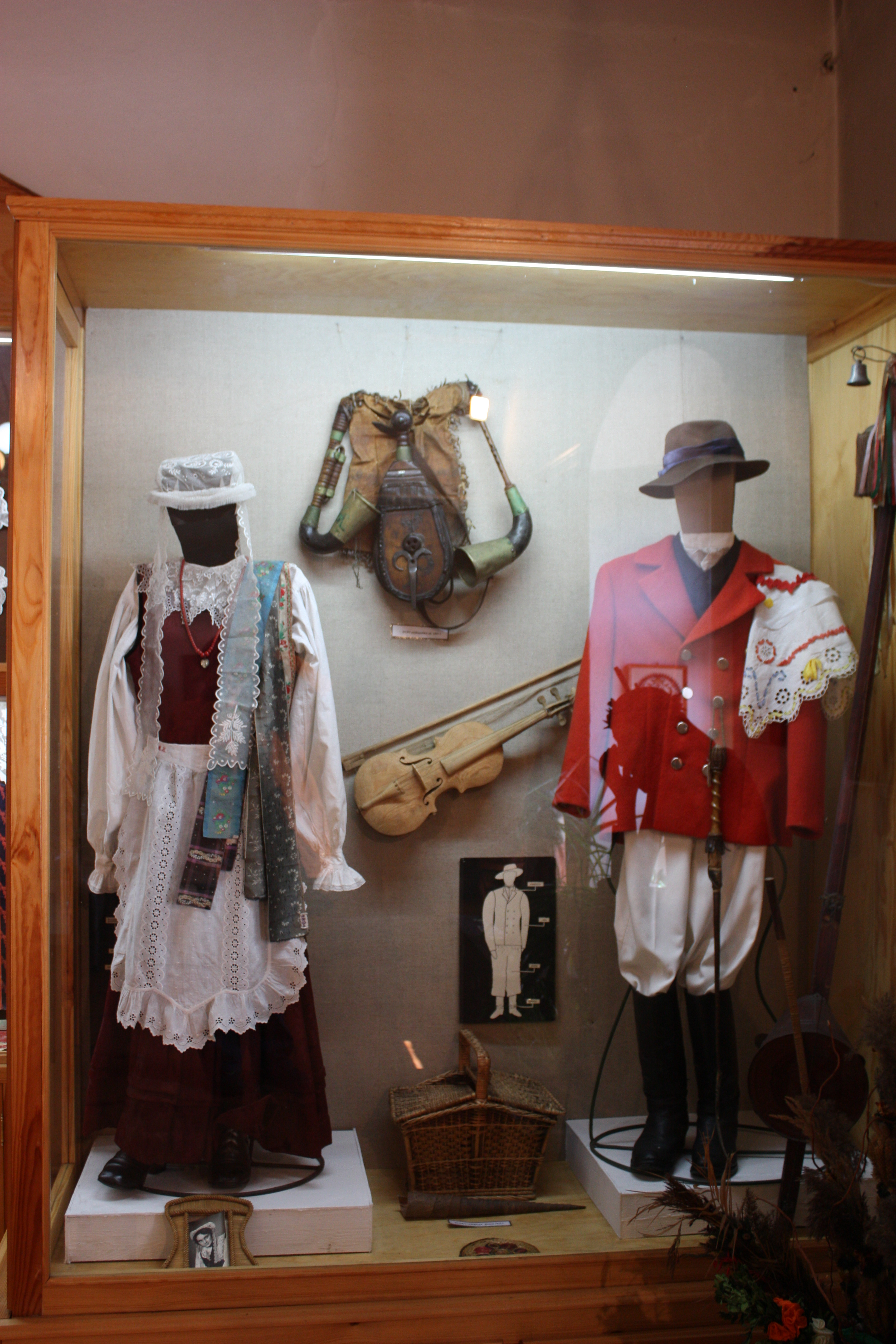
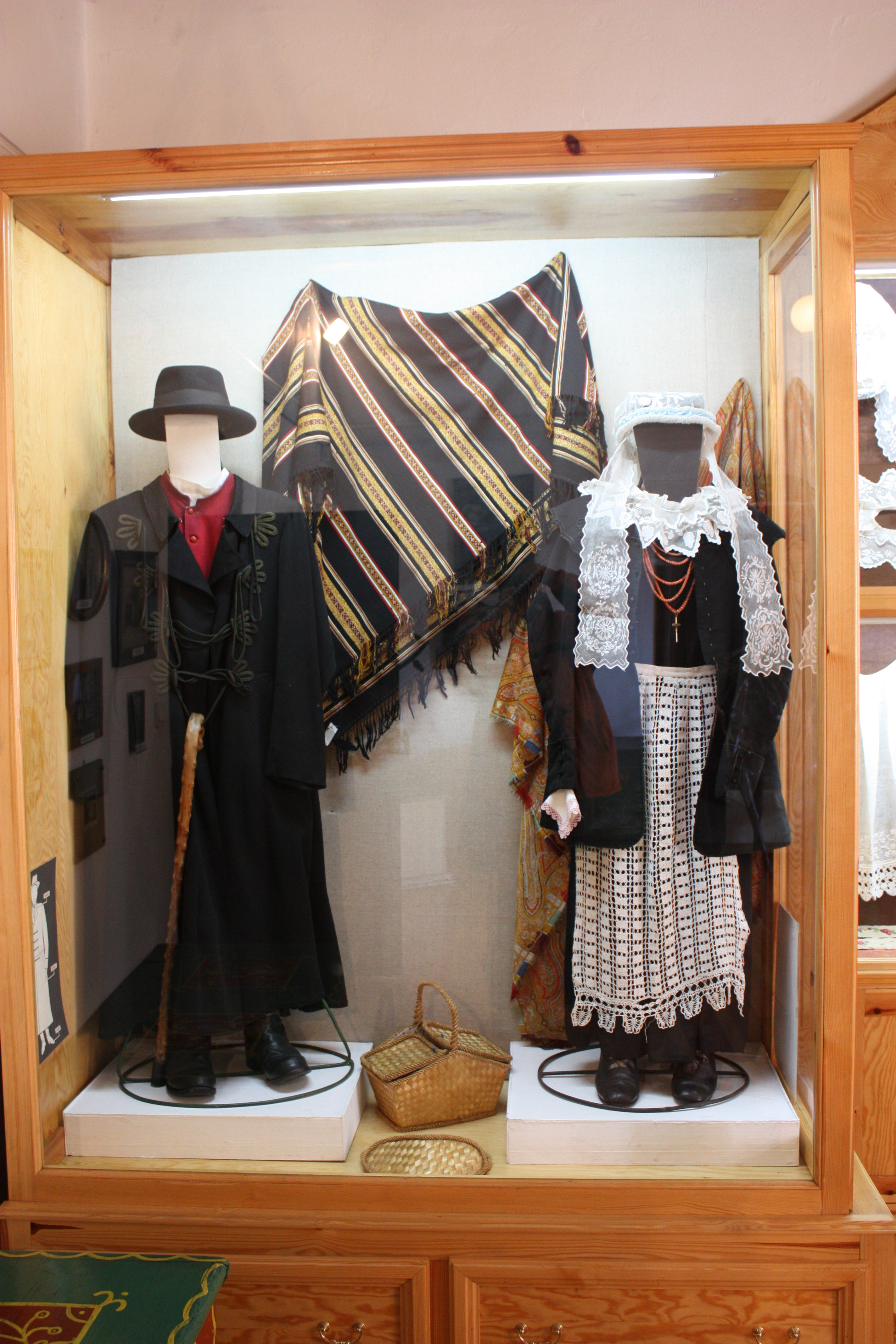
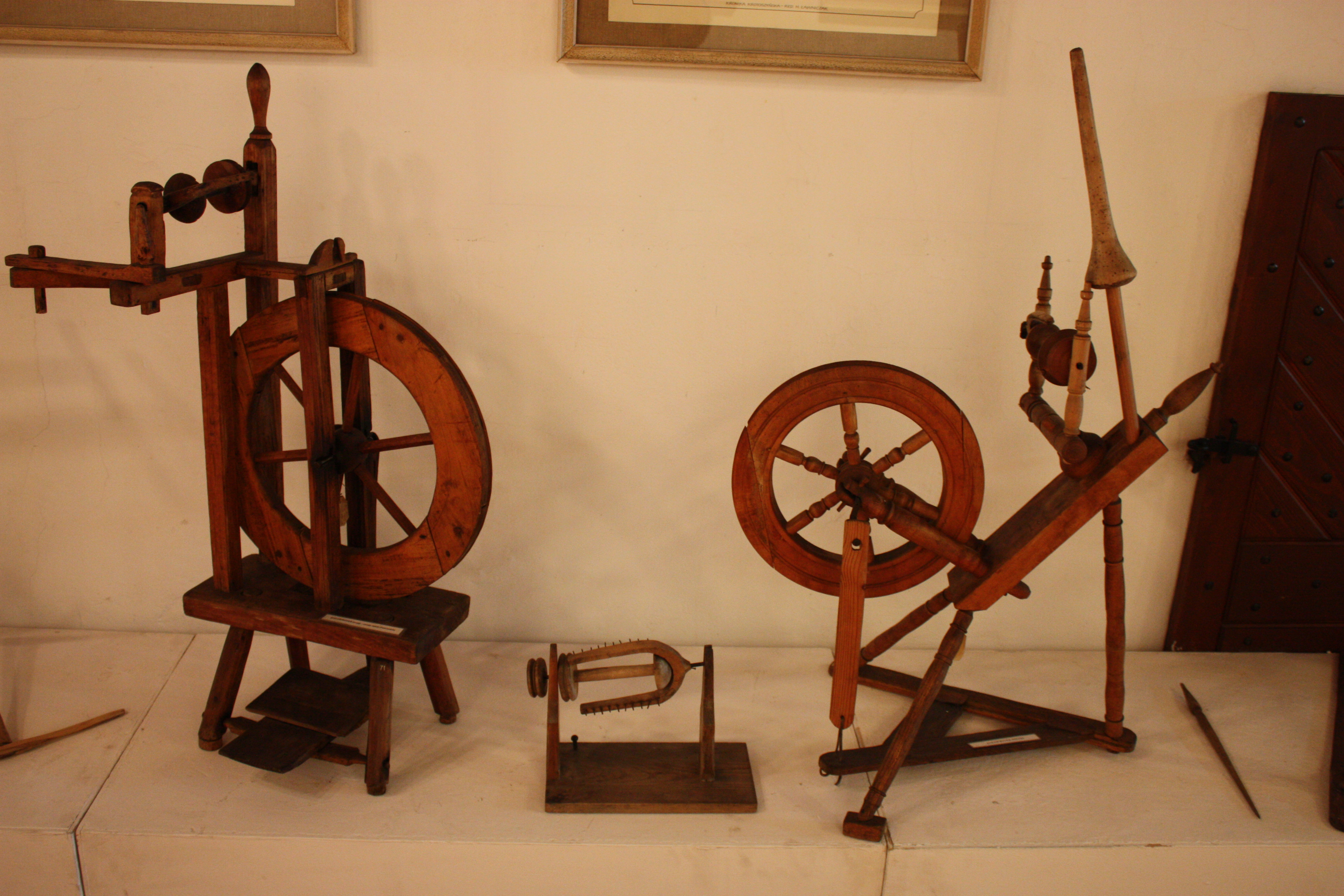
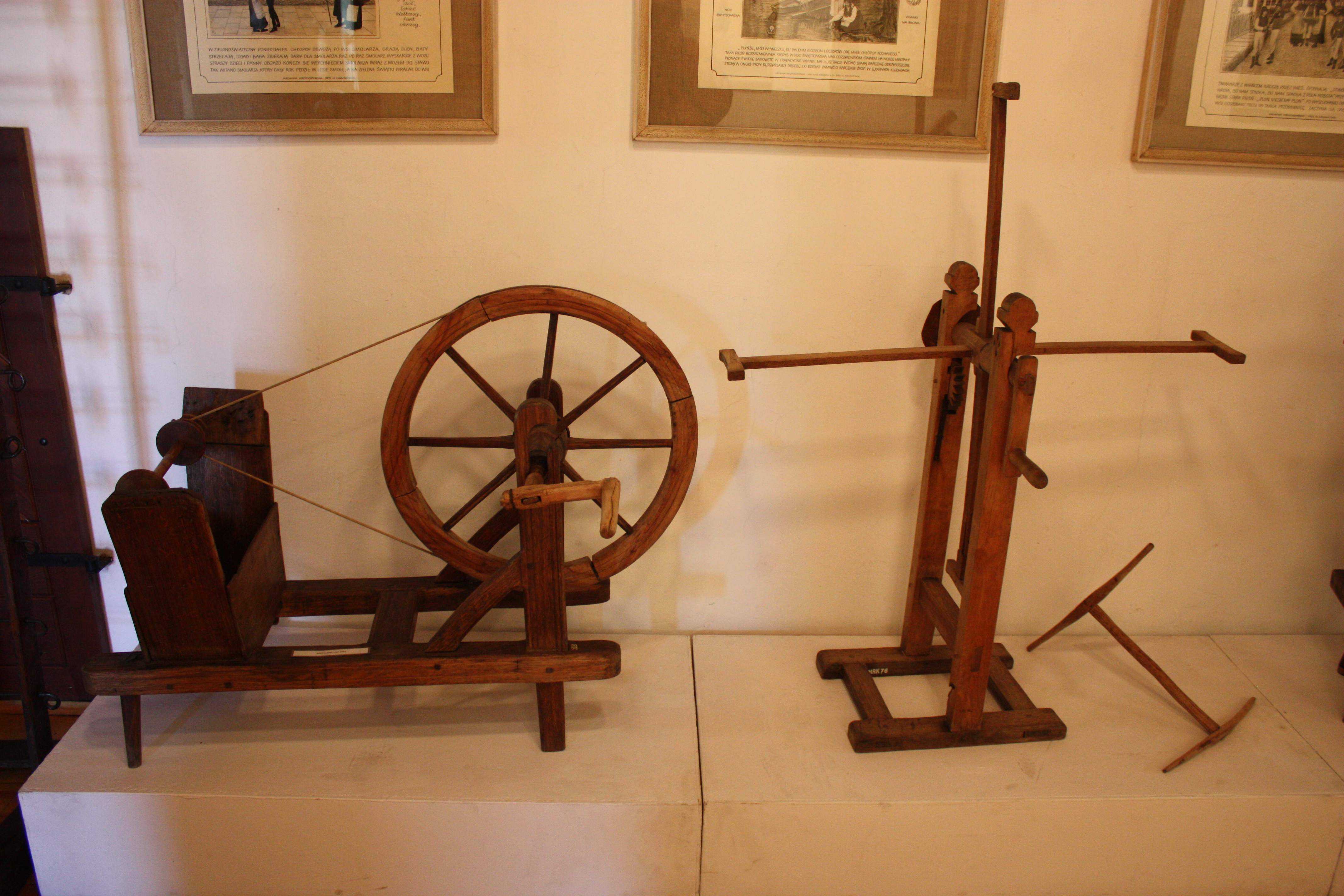
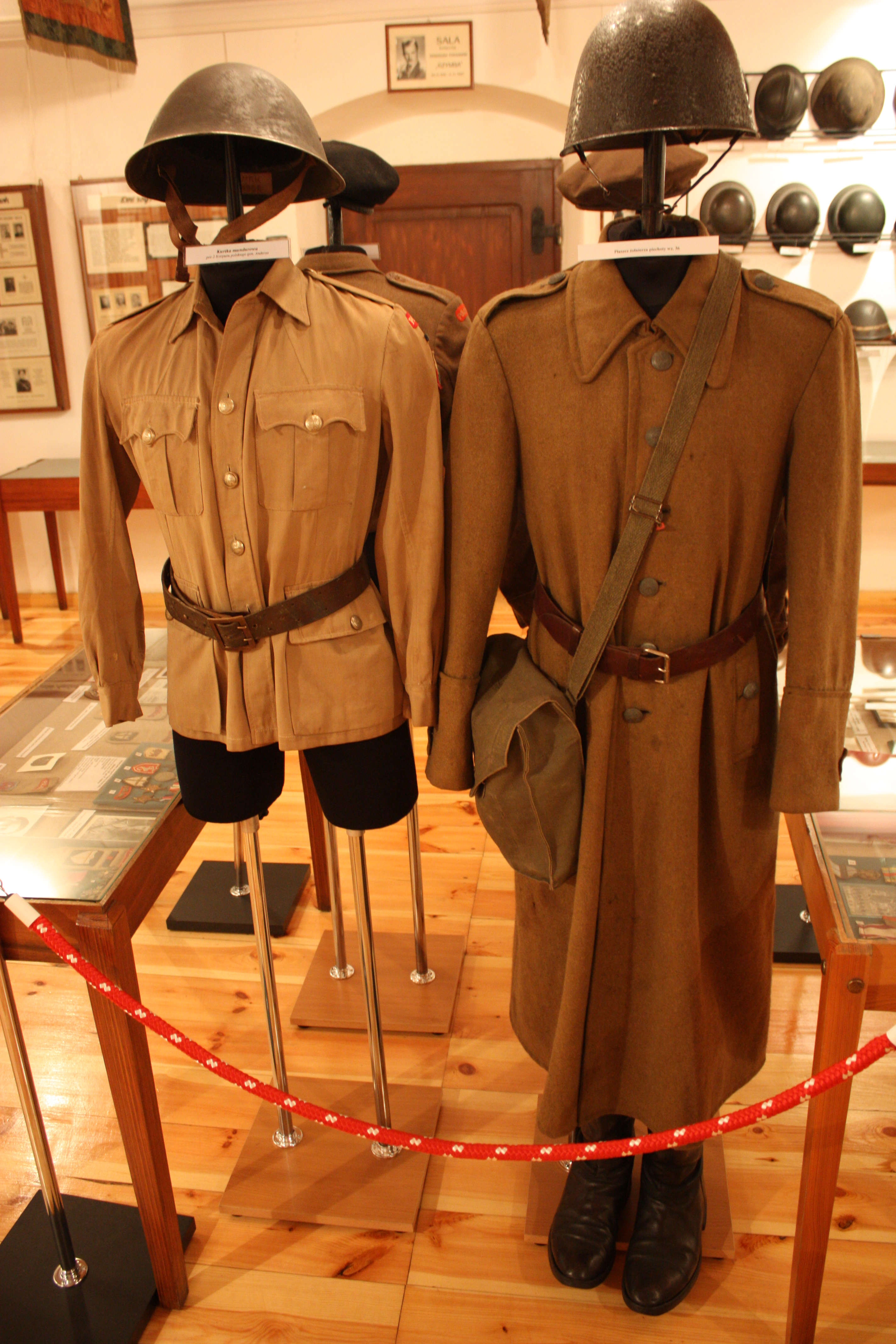